# ニシノチャーミー
ニシノチャーミー（欧字名:Nishino Charmy、2004年3月8日 - 2007年11月14日）は、日本の競走馬。主な勝ち鞍に2006年の函館2歳ステークス。
片目を事故で失い、復帰後ハート模様のアイパッチを縫い付けたメンコをかぶっていたことで話題を呼んだ。
馬名の由来は、冠名＋「Charming（愛嬌のある）」からの造語。

## 経歴
2006年、7月8日に函館競馬場で行われた2歳新馬戦で単勝3番人気に支持されデビューし、後にスイートピーステークスを制すスマートカスタムや優駿牝馬で3着となるラブカーナらを相手にデビュー戦で初勝利を挙げた。続く重賞初挑戦となった函館2歳ステークスでは、単勝7番人気ながら後にGⅠを2勝するローレルゲレイロやインパーフェクトらを相手にレースを制し、無敗で重賞初勝利を挙げた。レース後に放牧に出され、ファンタジーステークスを目標に調整されていた矢先、放牧先で突起物で左目を負傷し失明してしまう。左目を摘出する手術を受け、休養することになった。なお、オーナーの西山茂行は事故の報を聞いた際、スタッフは咎めなかったものの事故に遭ったのがニシノチャーミーと聞いて絶句したという。
2007年、帰厩しフィリーズレビューに登録するが回避し、復帰戦は桜花賞となった。迎えた桜花賞では13番人気と下位人気で、結果は最下位となる18着という結果に終わった。その後8月26日のキーンランドカップに出走しメンバー中最速の上りとなる33秒8の末脚を繰り出したが9着だった。次走はセントウルステークスに出走登録を行ったが、回避し放牧に出された。だが、10月26日付でJRAの競走馬登録を抹消され、引退となった。引退後は、西山牧場第一分場にて繁殖入りする予定であったが、その矢先の11月14日に胸膜肺炎のため急死したことが日刊スポーツの西山によるコラムで明かされた。3歳没。

## 競走成績
以下の内容は、netkeiba.comおよびJBISサーチに基づく。
| 年月日 | 年月日 | 年月日 | 競馬場 | 競走名        | 格     | 頭数 | 枠番 | 馬番 | オッズ （人気） | オッズ （人気） | 着順 | 騎手     | 斤量 | 距離（馬場）  | タイム （上り3F） | タイム 差 | 勝ち馬/（2着馬）     |
| ------ | ------ | ------ | ------ | ------------- | ------ | ---- | ---- | ---- | --------------- | --------------- | ---- | -------- | ---- | ------------- | ----------------- | --------- | -------------------- |
| 2006   | 7.     | 8      | 函館   | 2歳新馬       |        | 14   | 5    | 8    | 4.6             | （3人）         | 1着  | 四位洋文 | 54   | 芝1200m（良） | 1:12.0（36.4）    | -0.1      | （スマートカスタム） |
|        | 8.     | 6      | 函館   | 函館2歳S      | GIII   | 15   | 7    | 14   | 16.5            | （7人）         | 1着  | 四位洋文 | 54   | 芝1200m（良） | 1:10.3（35.6）    | -0.2      | （ローレルゲレイロ） |
| 2007   | 4.     | 8      | 阪神   | 桜花賞        | JpnI   | 18   | 6    | 11   | 171.3           | （13人）        | 18着 | 藤岡佑介 | 55   | 芝1600m（良） | 1:37.4（36.3）    | 3.7       | ダイワスカーレット   |
|        | 8.     | 26     | 札幌   | キーンランドC | JpnIII | 15   | 2    | 3    | 46.7            | （12人）        | 9着  | 北村友一 | 51   | 芝1200m（良） | 1:09.1（33.8）    | 0.5       | クーヴェルチュール   |

## 血統表
| ニシノチャーミーの血統（プリンスリーギフト系 / Turn-to 5×5=6.25%） | ニシノチャーミーの血統（プリンスリーギフト系 / Turn-to 5×5=6.25%） | ニシノチャーミーの血統（プリンスリーギフト系 / Turn-to 5×5=6.25%） | （血統表の出典）      | （血統表の出典） |
| 父 サクラバクシンオー 1989 鹿毛                                    | 父の父サクラユタカオー 1982 栗毛                                   | *テスコボーイ Tesco Boy                                            | Princely Gift         | Princely Gift    |
| 父 サクラバクシンオー 1989 鹿毛                                    | 父の父サクラユタカオー 1982 栗毛                                   | *テスコボーイ Tesco Boy                                            | Suncourt              |                  |
| 父 サクラバクシンオー 1989 鹿毛                                    | 父の父サクラユタカオー 1982 栗毛                                   | アンジェリカ                                                       | *ネヴァービート       | *ネヴァービート  |
| 父 サクラバクシンオー 1989 鹿毛                                    | 父の父サクラユタカオー 1982 栗毛                                   | アンジェリカ                                                       | スターハイネス        |                  |
| 父 サクラバクシンオー 1989 鹿毛                                    | 父の母サクラハゴロモ 1984 鹿毛                                     | *ノーザンテースト Northern Taste                                   | Northern Dancer       | Northern Dancer  |
| 父 サクラバクシンオー 1989 鹿毛                                    | 父の母サクラハゴロモ 1984 鹿毛                                     | *ノーザンテースト Northern Taste                                   | Lady Victoria         |                  |
| 父 サクラバクシンオー 1989 鹿毛                                    | 父の母サクラハゴロモ 1984 鹿毛                                     | *クリアアンバー Clear Amber                                        | Ambiopoise            | Ambiopoise       |
| 父 サクラバクシンオー 1989 鹿毛                                    | 父の母サクラハゴロモ 1984 鹿毛                                     | *クリアアンバー Clear Amber                                        | One Clear Call        |                  |
| 母 ブランドミッシェル 1989 栗毛                                    | 母の父*ニシノエトランゼ Nishino Etranger 1979 鹿毛                 | Stop the Music                                                     | Hail to Reason        | Hail to Reason   |
| 母 ブランドミッシェル 1989 栗毛                                    | 母の父*ニシノエトランゼ Nishino Etranger 1979 鹿毛                 | Stop the Music                                                     | Bebopper              |                  |
| 母 ブランドミッシェル 1989 栗毛                                    | 母の父*ニシノエトランゼ Nishino Etranger 1979 鹿毛                 | Come My Prince                                                     | Prince John           | Prince John      |
| 母 ブランドミッシェル 1989 栗毛                                    | 母の父*ニシノエトランゼ Nishino Etranger 1979 鹿毛                 | Come My Prince                                                     | Come Hither Look      |                  |
| 母 ブランドミッシェル 1989 栗毛                                    | 母の母オーロラシロー 1981 栗毛                                     | シンザン                                                           | *ヒンドスタン         | *ヒンドスタン    |
| 母 ブランドミッシェル 1989 栗毛                                    | 母の母オーロラシロー 1981 栗毛                                     | シンザン                                                           | ハヤノボリ            |                  |
| 母 ブランドミッシェル 1989 栗毛                                    | 母の母オーロラシロー 1981 栗毛                                     | ヤノセイラン                                                       | タニノムーティエ      | タニノムーティエ |
| 母 ブランドミッシェル 1989 栗毛                                    | 母の母オーロラシロー 1981 栗毛                                     | ヤノセイラン                                                       | レデイロック F-No.3-f |                  |

母は準オープン止まりだったが最後のレースとなった1995年の新潟記念で3着している。3代母ヤノセイランの半弟にコクセイピユーマ（北國王冠、百万石賞など）がいる。4代母・レデイロックはメジロタイヨウ（天皇賞（秋）、アルゼンチンJCCほか）の全妹。5代母・レディアリスの仔にはメジロマジョルカ（クイーンカップ、優駿牝馬3着。子孫にメジロマスキットなど）、トーヨーチカラ（京都新聞杯）がいる。2代母オーロラシローの孫に種牡馬入りしたクワイトファインがいる。